# 柳一韩
柳一韩（英語：Ilhan New, 1895年1月15日—1971年3月11日）是一位韩国独立运动社会运动者，企业家。

## 生平
1895年出生于朝鲜王朝平壤，1904年跟随朴长铉前往美国留学，1919年毕业于密歇根大学，1922年联合创建拉奇食品公司。1926年回到日占朝鲜创建柳韩洋行。1941年获得南加州大学工商管理硕士学位，1942年参加猛虎军组织。1946年返回朝鲜半岛担任柳韩洋行会长。1948年在斯坦福大学进修国际法。1962年柳韩洋行在韩国交易所挂牌上市。1964年成立柳韩学院。1965年成立家族信托基金。
1971年3月11日在韩国汉城逝世，享年76岁。

## 家庭
父亲柳基渊，母亲金基福，有八个兄弟姐妹。